# Greg Jackson
Gregory Jackson, detto Greg (Brooklyn, 2 agosto 1952 – Brooklyn, 1º maggio 2012), è stato un cestista statunitense, professionista nella NBA.

## Carriera
Venne selezionato dai New York Knicks al quinto giro del Draft NBA 1973 (86ª scelta assoluta).

## Palmarès
- Campione NAIA (1973)
- Campione EBA (1976)
- EBA Playoff MVP (1976)
- All-CBA Second Team (1979)
- Miglior passatore CBA (1981)